# Браннер, Ханс Кристиан
Ханс Кристиан Браннер (дат. Hans Christian Branner, 1903-1966) — датский писатель и переводчик.

## Биография
Браннер родился 23 июня 1903 в Ордрупе  в семье учителя.В 1921 году окончил гимназию. Прежде чем стать писателем, он был артистом, работал в книжных издательствах. Дебютировал в 1936 г. романом «Игрушки». Самым значительным произведением писателя датская и европейская критика по праву считает роман «Никто не знает ночи» (1955). По собственному признанию писателя, в молодые годы, одним из его любимых писателей был Кнут Гамсун. Сказалось на его творчестве и увлечение учением З. Фрейда.
Рассказы и новеллы Браннера 50—60-х гг. пронизаны стремлением показать поиски выхода из кризисной ситуации, протестом против «осреднения» человека современным обществом, против «закостенения в бесчеловечности». В эти же годы Браннер пишет социальные и психологические радио- и телепьесы, принесшие ему несколько премий в Дании и других Скандинавских странах.
Умер Браннер 23 апреля 1966 в Копенгагене.

## Произведения
- 1936 — антифашистский роман «Игрушки»
- 1937 — роман «Ребенок играет на берегу»
- 1939 — сборник рассказов «Скоро нас не будет»
- 1941 — роман «Мечта о женщине»
- 1944 — сборник рассказов «Две минуты молчания»
- 1949 — психологический роман «Наездник»
- 1952 — пьеса «Наездник»
- 1952 — пьеса «Братья и сёстры»
- 1955 — реалистический роман «Никто не знает ночи»
- 1958 — пьеса «Фермопилы»
- 1963 — сборник рассказов «Ариэль»

## На русском языке
- Ингеборг. В кн.: Рассказы скандинавских писателей. М., 1957.
- Власть денег. // "Иностранная литература", 1959.№ 6.
- Две минуты молчания. М., 1960.
- Корабль: Рассказы.Пер. с датского. Сост.О.Рождественского.Предисл.Э.Переслегиной. - М.: Известия, 1987.- 160 с.